# Calliste moustachu
Tangara johannae
Espèce
Statut de conservation UICN

 NT  : Quasi menacé
Le Calliste moustachu (Tangara johannae) ou tangara à moustaches, est une espèce de passereaux de la famille des Thraupidae. D'après Alan P. Peterson, c'est une espèce monotypique.

## Répartition
Cet oiseau vit dans la région du Chocó (ouest de la Colombie et nord-ouest de l'Équateur).